# Calothamnus torulosus
Calothamnus torulosus är en myrtenväxtart som beskrevs av Johannes Conrad Schauer. Calothamnus torulosus ingår i släktet Calothamnus och familjen myrtenväxter. Inga underarter finns listade i Catalogue of Life.